# МЦ ТС-250
МЦ ТС-250 — двухместный мотоцикл немецкого завода в городе Чопау (Цшопау).

## Описание
Производство мотоциклов под маркой «MZ» на машиностроительном заводе в г. Чопау было начато в 1956 году. В 1973 году, после реконструкции основной модели дорожного мотоцикла класса 250 см3, завод выпустил новую модификацию мотоцикла «ТС-250» вместо прежней «ЭТС-250». В новой модели вместо одинарной трубчатой рамы замкнутого типа была применена хребтовая рама. Двигатель крепится к раме в двух точках: через упругий резинометаллический блок за головку цилиндра и у задней части коробки передач посредством рычагов, качающихся в вертикальной плоскости и соединяющих картер с осью маятниковой вилки. Такое решение позволило почти полностью нейтрализовать вибрации, обычно передаваемые от двигателя раме. Хребтовая рама жёстче и благодаря этому обеспечивает мотоциклу лучшую управляемость («держит дорогу»). Была реконструирована передняя телескопическая вилка с увеличением хода со 145 до 185 мм. Изменилась задняя подвеска, бензобак, крепление двигателя на раме. Был увеличен диаметр смесительной камеры карбюратора с 28 до 30 мм, и передаточное число задней передачи с 2,14 до 2,24. МЦ ТС-250 выпускался в двух вариантах: основной – низкий руль, бензобак 12 л, «Люкс» – высокий руль, бензобак 16 л.
С 1996 года по 2001 год мотоциклы MZ по лицензии производились в Турции. В 2008 году завод был закрыт.